# Wyższa Szkoła Stosunków Międzynarodowych i Amerykanistyki w Warszawie
Wyższa Szkoła Stosunków Międzynarodowych i Amerykanistyki, WSSMiA jest akademicką uczelnią niepaństwową z uprawnieniami wyższej uczelni państwowej, nadanymi przez Ministra Edukacji Narodowej (poz. 124 w rejestrze uczelni niepublicznych). Powstała w 1997 roku.

## Rodzaje studiów

### Studia dzienne
- dziennikarstwo (łącznie 2472 godziny zajęć, w czasie studiów zdaje się 31 egzaminów i trzeba uzyskać zaliczenia 36 przedmiotów)
- stosunki międzynarodowe (amerykanistyka i europeistyka; łącznie 2451 godzin zajęć, w czasie studiów zdaje się 31 egzaminów i trzeba uzyskać zaliczenia 36 przedmiotów)
- doradztwo personalne (łącznie 2376 godzin zajęć, w czasie studiów zdaje się 32 egzaminy i trzeba uzyskać zaliczenia 32 przedmiotów)

### Studia zaoczne
- dziennikarstwo (łącznie 1026 godzin zajęć, w czasie studiów zdaje się 28 egzaminów i trzeba uzyskać zaliczenia 24 przedmiotów)
- stosunki międzynarodowe (amerykanistyka i europeistyka; łącznie 1008 godzin zajęć, w czasie studiów zdaje się 30 egzaminów i trzeba uzyskać zaliczenia 19 przedmiotów)
- doradztwo personalne (łącznie 1014 godzin zajęć, w czasie studiów zdaje się 28 egzaminów i trzeba uzyskać zaliczenia 24 przedmiotów)

### Studia podyplomowe
- dyplomacja
- służba cywilna
- przygotowanie do pracy w Unii Europejskiej
- brokerstwo informacji

Wszystkie są studiami zaocznymi, trwają 2 semestry.
WSSMiA prowadzi również studia podyplomowe dla pielęgniarek, wizażystów, fizykoterapeutów i in., przygotowujące do pracy w USA i Wielkiej Brytanii.